# Skład Kancelarii Prezydenta Karola Nawrockiego
Kancelaria Prezydenta Karola Nawrockiego (od 7 sierpnia 2025)
Szef Kancelarii Prezydenta
- Zbigniew Bogucki – szef Kancelarii Prezydenta od 7 sierpnia 2025[1]

Zastępca szefa Kancelarii Prezydenta
- Adam Andruszkiewicz – zastępca szefa Kancelarii Prezydenta i sekretarz stanu od 7 sierpnia 2025[2]

Szef Gabinetu Prezydenta
- Paweł Szefernaker – szef Gabinetu Prezydenta i sekretarz stanu od 7 sierpnia 2025[3]

Zastępca szefa Gabinetu Prezydenta
- Jarosław Dębowski – zastępca szefa Gabinetu Prezydenta i podsekretarz stanu od 7 sierpnia 2025[4]

Rzecznik Prezydenta
- Rafał Leśkiewicz – rzecznik prasowy Prezydenta RP i podsekretarz stanu od 7 sierpnia 2025[5]

Sekretarze stanu
- Sławomir Cenckiewicz – sekretarz stanu – szef BBN od 7 sierpnia 2025[6]
- Marcin Przydacz – sekretarz stanu – szef Biura Polityki Międzynarodowej od 7 sierpnia 2025[7]
- Wojciech Kolarski – sekretarz stanu od 7 sierpnia 2025[8]

Podsekretarze stanu
- Agnieszka Jędrzak – podsekretarz stanu od 7 sierpnia 2025[9]
- Mateusz Kotecki – podsekretarz stanu od 7 sierpnia 2025
- Karol Rabenda – podsekretarz stanu od 7 sierpnia 2025

Dyrektor generalny
- Magdalena Głowa – dyrektor generalna od 8 sierpnia 2025[10]

Doradcy Prezydenta
- Doradcy etatowi[11]
  - Jarosław Bujak – doradca prezydenta  od 18 sierpnia 2025
  - Dariusz Dudek – doradca prezydenta  od 18 sierpnia 2025
  - Piotr Głowacki – doradca prezydenta  od 18 sierpnia 2025[12]
  - Radosław Gruk – doradca prezydenta  od 18 sierpnia 2025
  - Paweł Gruza – doradca prezydenta  od 18 sierpnia 2025
  - Magdalena Hajduk – doradca prezydenta  od 18 sierpnia 2025
  - Jan Józef Kasprzyk – doradca prezydenta  od 18 sierpnia 2025
  - Beata Kempa – doradca prezydenta  od 18 sierpnia 2025
  - Tomasz Obszański – doradca prezydenta  od 18 sierpnia 2025
  - Błażej Poboży – doradca prezydenta  od 18 sierpnia 2025
  - Barbara Socha – doradca prezydenta  od 18 sierpnia 2025
  - Krzysztof Wacławek – doradca prezydenta od 18 sierpnia 2025
  - Łukasz Witek – doradca prezydenta od 18 sierpnia 2025[13]

- Doradcy społeczni[11]
  - Wanda Buk – doradca społeczny prezydenta od 18 sierpnia 2025
  - Piotr Czauderna – doradca społeczny prezydenta od 18 sierpnia 2025
  - Alvin Gajadhur – doradca społeczny prezydenta od 18 sierpnia 2025
  - Bogdan Kubiak – doradca społeczny prezydenta od 18 sierpnia 2025
  - Sławomir Mazurek – doradca społeczny prezydenta od 18 sierpnia 2025
  - Andrzej Nowak – doradca społeczny prezydenta od 18 sierpnia 2025
  - Jacek Saryusz-Wolski – doradca społeczny prezydenta od 18 sierpnia 2025
  - Leszek Skiba – doradca społeczny prezydenta od 18 sierpnia 2025